# Keylor Navas
Keilor Antonio "Keylor" Navas Gamboa (tiếng Tây Ban Nha: [ˈkej.lor anˈto.njo ˈna.βas ɣamˈbo.a]; sinh ngày 15 tháng 12 năm 1986) là một cầu thủ bóng đá chuyên nghiệp người Costa Rica hiện đang thi đấu ở vị trí thủ môn cho câu lạc bộ Liga MX Pumas UNAM và đội tuyển bóng đá quốc gia Costa Rica. Nổi tiếng nhờ khả năng phản xạ xuất thần và khả năng bắt bóng điêu luyện, anh được đánh giá là một trong những thủ môn xuất sắc nhất thế giới trong thế hệ của mình và là một trong những cầu thủ Costa Rica vĩ đại nhất mọi thời đại.
Navas bắt đầu sự nghiệp khi còn trẻ tại Saprissa ở quê nhà, nơi anh đã giành được sáu chức vô địch Liga FPD và CONCACAF Champions League. Sau đó, anh chuyển đến câu lạc bộ Tây Ban Nha Albacete vào năm 2010, và sau đó đến Levante ở La Liga vào năm sau, nơi anh giành được Giải thưởng LFP cho Thủ môn xuất sắc nhất trong mùa giải cuối cùng của mình với câu lạc bộ thứ hai. Navas sau đó gia nhập Real Madrid vào năm 2014 với giá 10 triệu euro, nơi anh đã giành được tổng cộng 12 danh hiệu, bao gồm một La Liga và ba danh hiệu UEFA Champions League liên tiếp với tư cách là thủ môn được lựa chọn đầu tiên. Năm 2019, anh được câu lạc bộ Pháp Paris Saint-Germain ký hợp đồng.
Navas đã có hơn 100 lần ra sân cho Costa Rica kể từ khi ra mắt vào năm 2008. Anh đại diện cho đất nước này tại hai CONCACAF Gold Cup và các kỳ FIFA World Cup 2014, 2018 và 2022. Anh là thành viên của đội tuyển quốc gia Costa Rica lọt vào bán kết CONCACAF Gold Cup 2009, trong đó anh được vinh danh là thủ môn xuất sắc nhất. Màn trình diễn ấn tượng của anh cũng giúp đội lần đầu tiên lọt vào tứ kết World Cup vào năm 2014.
Navas đã được trao giải Thủ môn nam xuất sắc nhất CONCACAF trong ba năm liên tiếp từ 2016 đến 2018. Anh cũng được IFFHS vinh danh là Cầu thủ nam CONCACAF xuất sắc nhất thập kỷ. Màn trình diễn của anh trong mùa giải 2017–18 đã giúp anh giành được Giải thưởng bóng đá câu lạc bộ UEFA 2017–18 cho thủ môn xuất sắc nhất UEFA, và anh cũng có tên trong Đội hình tiêu biểu của UEFA Champions League năm 2018.

## Sự nghiệp cấp câu lạc bộ

### Saprissa
Sinh ra ở San Isidro de El General, Navas ra mắt với Deportivo Saprissa như một cầu thủ chuyên nghiệp vào ngày 06 tháng 11 năm 2005, trong một trận đấu với Asociación Deportiva Carmelita. Anh là thủ môn số một được lựa chọn trong hai mùa giải cuối cùng của anh với câu lạc bộ, giành bảy danh hiệu trong đó có sáu giải vô địch quốc gia.

### Albacete
Vào tháng 7 năm 2010, Navas đã ký kết với Albacete Balompié của Segunda División ở Tây Ban Nha đúng 20 năm sau khi người đồng hương Luis Conejo chiếm vị trí của anh trong khung gỗ. Anh đã chơi 36 trận trong số 42 ở mùa giải đầu tiên, nhưng đội bóng của anh bị xuống hạng sau khi kết thúc ở vị trí cuối cùng.

### Levante
Trong mùa giải 2011-12, Navas đến La liga, khi được Levante UD mượn trong một năm. Anh chơi trận ra mắt của mình trong một trận đấu ở vòng cuối cùng vào ngày 13 tháng 12, trận đấu mà đội nhà thắng 3-0 trước Athletic Bilbao để giành quyền được chơi ở UEFA Europa League lần đầu tiên trong lịch sử câu lạc bộ, sau đó anh tham gia câu lạc bộ ở vùng Valencia bằng hợp đồng ba năm vào tháng 7 năm đó. Mặc dù lúc đầu phải làm thủ môn dự bị cho Gustavo Munúa, nhưng sau đó anh trở thành sự lựa chọn số một cho vị trí thủ môn của Levante ở mùa giải 2013-14, và được đề cử là thủ môn xuất sắc nhất giải đấu bên cạnh Thibaut Courtois của Atlético Madrid và Willy Caballero của Málaga CF và giành được giải. Vào tháng 3 năm 2014, anh trở thành thủ môn đầu tiên giành được giải cầu thủ La Liga của tháng.

### Real Madrid

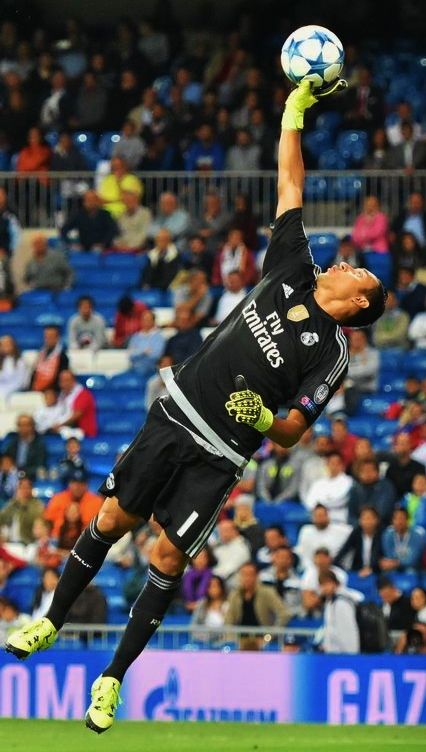
Navas cứu bóng cho Real Madrid năm 2015.

Ngày 03 tháng 8 năm 2014, Real Madrid chi 10 triệu € để mua đứt Navas, và anh đã ký hợp đồng 6 năm với câu lạc bộ. Anh được gọi lần đầu tiên vào ngày 12 tháng tám, nhưng ngồi dự bị cho Iker Casillas trong trận chung kết Siêu cúp châu Âu năm 2014, Real Madrid giành chiến thắng 2-0 trước Sevilla F.C. tại sân vận động Cadiff City. Navas chơi trận ra mắt cho câu lạc bộ vào ngày 23 tháng 9, trong chiến thắng 5-1 trước Elche tại Santiago Bernabéu. Ngày 20 tháng 12, anh ngồi dự bị trong ngày đội bóng đăng quang tại Giải bóng đá Cúp câu lạc bộ thế giới, đánh bại câu lạc bộ San Lorenzo trong trận chung kết ở Ma-Rốc.
Với sự ra đi của Iker Casillas, Navas thừa kế chiếc áo số 1 từ mùa giải 2015-16. Real Madrid đồng ý bán Navas cho Manchester United như là một điều khoản để mua David de Gea vào ngày 31 tháng 8 năm 2015, nhưng thỏa thuận này sụp đổ vì những tài liệu không được gửi đến FIFA trước khi thị trường chuyển nhượng ở Tây Ban Nha kết thúc.
Anh được ưu tiên lựa chọn cho vị trí thủ môn trong chiến dịch vô địch Giải bóng đá các câu lạc bộ châu Âu 2016 của đội bóng. Anh thiết lập một kỷ lục mới cho Real Madrid ở Cúp C1 bằng cách không để lọt lưới một bàn nào trong 8 lần ra sân đầu tiên của mình; 6 trong số này là ở mùa giải 2015-16. Anh còn đánh bại Edwin Van Der Sar để giành vị trí thứ hai trong danh sách những thủ môn giữ sạch lưới nhiều nhất trong lịch sử giải đấu, chỉ đứng sau Jens Lehmann-người giữ vị trí thứ nhất. Anh còn là thủ môn hiệu quả nhất ở mùa giải 2015-16 khi chỉ để thủng lưới 3 bàn sau 11 lần ra sân, và giữ sạch lưới 9 trận trong số đó.

### Paris Saint-Germain
Navas gia nhập Paris Saint-Germain theo bản hợp đồng có thời hạn 4 năm vào ngày 2 tháng 9 năm 2019,. Anh là cầu thủ người Costa Rica đầu tiên chơi cho câu lạc bộ của nước Pháp.

## Sự nghiệp quốc tế

### Sự nghiệp của thanh niên và sự nghiệp của những người đầu tiên
Navas là một phần của đội tuyển Costa Rica chơi tại Giải vô địch bóng đá U-17 thế giới 2003 được tổ chức tại Phần Lan. Anh được gọi vào đội tuyển quốc gia lần đầu tiên vào tháng 8 năm 2006, để chơi một giải đấu giao hữu tại châu Âu với Áo và Thụy Sĩ, nhưng anh chỉ được chơi trận đầu tiên hai năm sau đó.
Navas xuất hiện với cùng với Los Ticos trong hai giải Cúp vàng CONCACAF, được danh hiệu thủ môn xuất sắc nhất tại giải Cúp vàng CONCACAF năm 2009 vì anh đã giúp đội tuyển quốc gia của anh vào được vào vòng bán kết. Anh ấy trở lại để giúp họ vào tứ kết hai năm sau đó, nhưng bỏ lỡ giải đấu năm 2013 do chấn thương, chịu chung số phận một lần nữa vào năm 2015.

### FIFA World Cup 2014

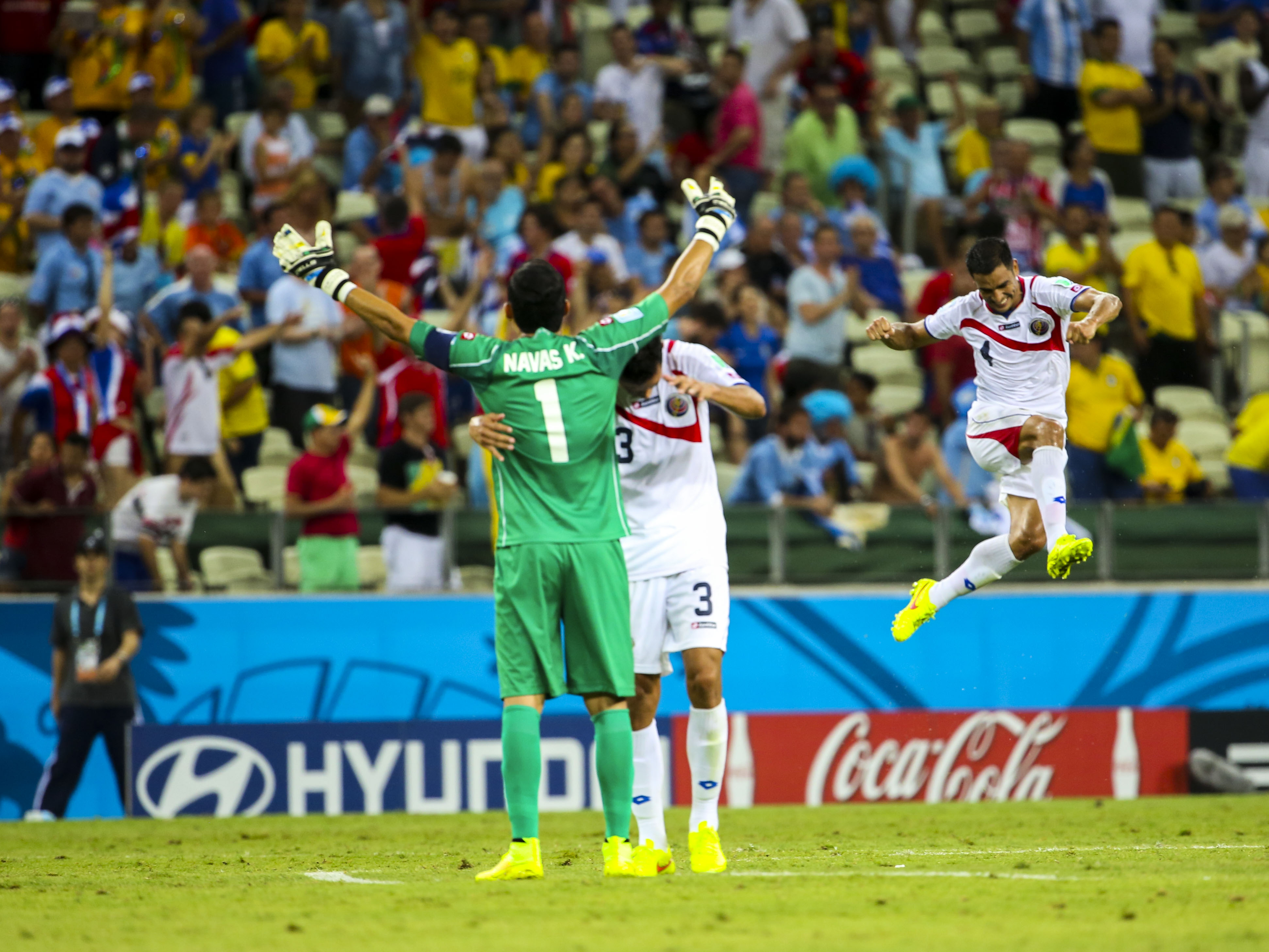
Navas và Giancarlo González ăn mừng chiến thắng của Costa Rica trước Uruguay ở World Cup 2014.

Anh có trận ra mắt tại World Cup vào ngày 14 tháng 6 năm 2014, lúc đội nhà thắng 3-1 trước Uruguay tại Fortaleza trong khuôn khổ vòng bảng World Cup 2014, anh chỉ để bị thủng lưới 1 bàn trong cả ba trận vòng bảng giúp Costa Rica đi tiếp vào vòng trong với vị trí đầu bảng.
Ngày 29 tháng 6, Costa Rica đấu với Hy Lạp tại vòng 16 đội, Navas là cầu thủ xuất sắc nhất trận sau một vài nỗ lực cứu bóng trong thời gian thi đấu chính thức và chặn được cú sút của Theofanis Gekas trong loạt sút luân lưu, điều này giúp Costa Rica lần đầu tiên trong lịch sử vào được tứ kết World Cup. Anh kết thúc giải đấu với ba lần giữ sạch lưới trong năm trận đấu, khi đội bóng đã bị loại bởi Hà Lan sau loạt sút luân lưu, và anh được vinh danh là cầu thủ xuất sắc nhất trận đấu lần thứ ba. Anh cũng là một trong những ứng cử viên cho giải thưởng Găng tay vàng cùng với 2 thủ môn khác là Sergio Romero của tuyển Argentina và Manuel Neuer của tuyển Đức, nhưng đã thua trong việc giành giải thưởng này với Manuel Neuer của Đức.

### FIFA World Cup 2018

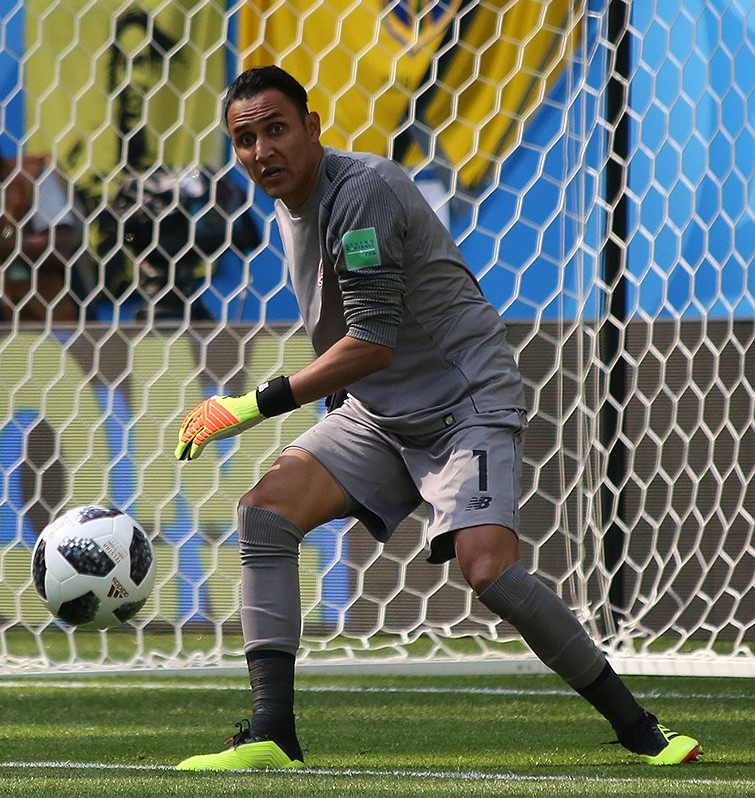
Navas trong trận đấu tại World Cup của Costa Rica với Brasil.

Anh tiếp tục có tên trong đội hình tham dự World Cup 2018 diễn ra tại Nga, tuy nhiên đội tuyển Costa Rica đã rời giải ngay sau đó với chỉ vỏn vẹn 1 điểm, 1 trận hòa và 2 trận thua, chỉ ghi được 2 bàn thắng và lọt lưới 5 bàn, trong đó Navas góp mặt trong cả ba trận đấu vòng bảng trước Serbia, Brasil và Thụy Sĩ.

## Phong cách thi đấu
Thường được một số chuyên gia đánh giá là một trong những thủ môn xuất sắc nhất thế giới, và được một số người trong môn thể thao này coi là hay nhất trong lịch sử của CONCACAF, Navas là một thủ môn năng nổ, người chủ yếu được biết đến. vì sự nhanh nhẹn, tốc độ và thể thao trong khung thành, cũng như phản xạ nhanh và khả năng cản phá tuyệt vời, giúp anh ấy bù đắp cho sự thiếu hụt chiều cao tương đối của mình. Anh ấy cũng đã nhận được nhiều lời khen ngợi trên các phương tiện truyền thông vì những màn trình diễn quyết định của anh ấy trong các trận đấu quan trọng, và thiên hướng của anh ấy trong việc tạo ra những pha cứu thua khó và quan trọng cho đội của anh ấy trong những thời điểm quan trọng.  Năm 2017, cựu thủ môn Manuel Almuniaca ngợi Navas, mô tả anh ấy là thủ môn "hình mẫu nguyên mẫu", cũng nói thêm: "Anh ấy ngoạn mục giữa các vị trí, anh ấy dũng cảm, khéo léo và rất nhanh nhẹn. Anh ấy duy trì sự tập trung của mình và anh ấy cũng thông minh ... Đối với tôi, anh ấy xứng đáng với tất cả sự tôn trọng. đạt được những gì anh ấy đã làm. "
Năm 2020, Navas coi người đồng hương Lester Morgan là thần tượng thủ môn của mình.

## Đời tư
Navas là một người theo Kitô giáo. Anh đã nói về đức tin của mình rằng: "Thiên Chúa cho tôi đến trước. Trước mỗi trận đấu tôi quỳ xuống, tôi mở cánh tay của tôi và cầu nguyện... Đoạn văn ưa thích của tôi trong Kinh Thánh là Gal 1:10 có nói: "Nếu tôi vẫn cố gắng để làm hài lòng người đàn ông, tôi sẽ không thể là một tôi tớ của Chúa Kitô." Vào ngày 3 tháng 12 năm 2014, Navas thông báo rằng anh đã có quốc tịch Tây Ban Nha.
Một bộ phim tài liệu, Hombre de Fe (Người đàn ông của Đức tin), dựa trên cuộc đời của Navas được phát hành vào ngày 28 tháng 12 năm 2017.
Anh trai cùng cha khác mẹ của anh, Eder Navas, cũng là một cầu thủ bóng đá đang chơi cho Saprissa.

## Thống kê thành tích

### Câu lạc bộ
Tính đến ngày 23 tháng 5 năm 2025
| Câu lạc bộ               | Mùa giải            | Giải vô địch                 | Giải vô địch | Giải vô địch | Cúp quốc gia | Cúp quốc gia | Châu lục | Châu lục | Khác | Khác | Tổng cộng | Tổng cộng |
| Câu lạc bộ               | Mùa giải            | Hạng đấu                     | Trận         | Bàn          | Trận         | Bàn          | Trận     | Bàn      | Trận | Bàn  | Trận      | Bàn       |
| ------------------------ | ------------------- | ---------------------------- | ------------ | ------------ | ------------ | ------------ | -------- | -------- | ---- | ---- | --------- | --------- |
| Saprissa                 | 2007–08             | Costa Rican Primera División | 15           | 0            | —            | —            | 0        | 0        | —    | —    | 15        | 0         |
| Saprissa                 | 2008–09             | Costa Rican Primera División | 20           | 0            | —            | —            | 5        | 0        | —    | —    | 25        | 0         |
| Saprissa                 | 2009–10             | Costa Rican Primera División | 23           | 0            | —            | —            | 4        | 0        | —    | —    | 27        | 0         |
| Saprissa                 | Tổng cộng           | Tổng cộng                    | 58           | 0            | —            | —            | 9        | 0        | —    | —    | 67        | 0         |
| Albacete                 | 2010–11             | Segunda División             | 36           | 0            | 0            | 0            | —        | —        | —    | —    | 36        | 0         |
| Levante (mượn)           | 2011–12             | La Liga                      | 1            | 0            | 5            | 0            | —        | —        | —    | —    | 6         | 0         |
| Levante                  | 2012–13             | La Liga                      | 9            | 0            | 4            | 0            | 12       | 0        | —    | —    | 25        | 0         |
| Levante                  | 2013–14             | La Liga                      | 37           | 0            | 2            | 0            | —        | —        | —    | —    | 39        | 0         |
| Levante                  | Tổng cộng           | Tổng cộng                    | 47           | 0            | 11           | 0            | 12       | 0        | —    | —    | 70        | 0         |
| Real Madrid              | 2014–15             | La Liga                      | 6            | 0            | 3            | 0            | 2        | 0        | 0    | 0    | 11        | 0         |
| Real Madrid              | 2015–16             | La Liga                      | 34           | 0            | 0            | 0            | 11       | 0        | —    | —    | 45        | 0         |
| Real Madrid              | 2016–17             | La Liga                      | 27           | 0            | 0            | 0            | 12       | 0        | 2    | 0    | 41        | 0         |
| Real Madrid              | 2017–18             | La Liga                      | 27           | 0            | 1            | 0            | 11       | 0        | 5    | 0    | 44        | 0         |
| Real Madrid              | 2018–19             | La Liga                      | 10           | 0            | 7            | 0            | 3        | 0        | 1    | 0    | 21        | 0         |
| Real Madrid              | Tổng cộng           | Tổng cộng                    | 104          | 0            | 11           | 0            | 39       | 0        | 8    | 0    | 162       | 0         |
| Paris Saint-Germain      | 2019–20             | Ligue 1                      | 21           | 0            | 3            | 0            | 9        | 0        | 2    | 0    | 35        | 0         |
| Paris Saint-Germain      | 2020–21             | Ligue 1                      | 29           | 0            | 3            | 0            | 12       | 0        | 1    | 0    | 45        | 0         |
| Paris Saint-Germain      | 2021–22             | Ligue 1                      | 21           | 0            | 1            | 0            | 3        | 0        | 1    | 0    | 26        | 0         |
| Paris Saint-Germain      | 2022–23             | Ligue 1                      | 0            | 0            | 2            | 0            | 0        | 0        | 0    | 0    | 2         | 0         |
| Paris Saint-Germain      | 2023–24             | Ligue 1                      | 4            | 0            | 2            | 0            | 0        | 0        | 0    | 0    | 6         | 0         |
| Paris Saint-Germain      | Tổng cộng           | Tổng cộng                    | 75           | 0            | 11           | 0            | 24       | 0        | 4    | 0    | 114       | 0         |
| Nottingham Forest (mượn) | 2022–23             | Premier League               | 17           | 0            | —            | —            | —        | —        | —    | —    | 17        | 0         |
| Newell's Old Boys        | 2025                | Argentine Primera División   | 14           | 0            | 2            | 0            | —        | —        | —    | —    | 16        | 0         |
| Tổng cộng sự nghiệp      | Tổng cộng sự nghiệp | Tổng cộng sự nghiệp          | 366          | 0            | 35           | 0            | 84       | 0        | 12   | 0    | 497       | 0         |

1. ↑  Bao gồm Copa del Rey, Coupe de France
2. ↑  Bao gồm CONCACAF Champions' Cup/Champions League, UEFA Europa League, UEFA Champions League
3. ↑  Số liệu thống kê đầy đủ của Navas tại Saprissa, từ khi ra mắt vào năm 2005 cho đến khi anh ra đi vào năm 2010, là không rõ ràng. Các con số có thể không phản ánh thực tế.
4. ↑  Ra sân tại FIFA Club World Cup
5. ↑  1 lần ra sân tại UEFA Super Cup, 2 lần tại Supercopa de España, 2 lần tại FIFA Club World Cup
6. ↑  Ra sân tại UEFA Super Cup
7. ↑  Ra sân tại Coupe de la Ligue
8. 1 2  Ra sân tại Trophée des Champions

### Quốc tế

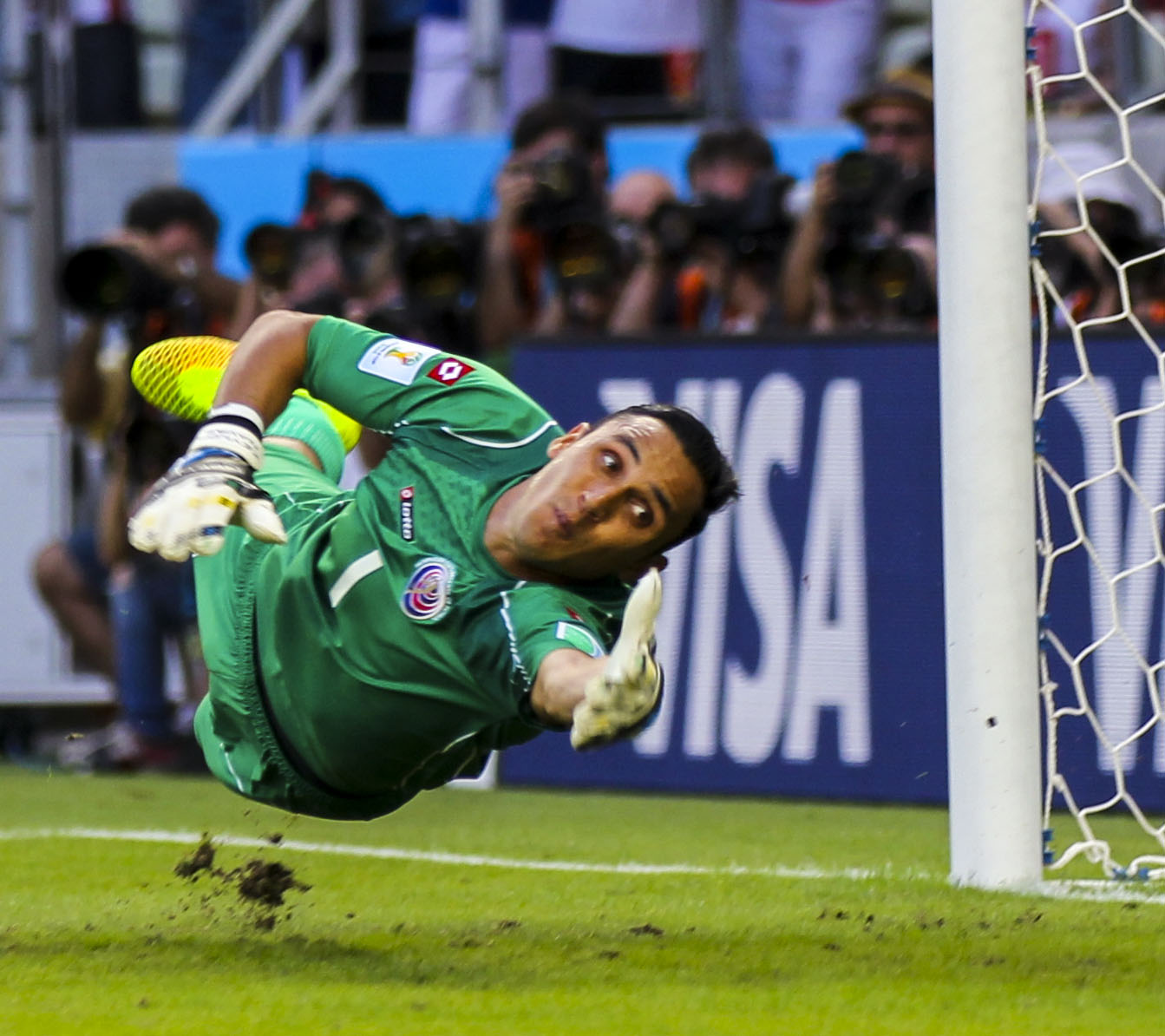
Navas chơi cho Costa Rica tại FIFA World Cup 2014.

Tính đến 29 tháng 6 năm 2025
| Đội tuyển quốc gia | Năm       | Trận | Bàn |
| ------------------ | --------- | ---- | --- |
| Costa Rica         | 2008      | 2    | 0   |
| Costa Rica         | 2009      | 14   | 0   |
| Costa Rica         | 2010      | 5    | 0   |
| Costa Rica         | 2011      | 11   | 0   |
| Costa Rica         | 2012      | 10   | 0   |
| Costa Rica         | 2013      | 8    | 0   |
| Costa Rica         | 2014      | 10   | 0   |
| Costa Rica         | 2015      | 4    | 0   |
| Costa Rica         | 2016      | 4    | 0   |
| Costa Rica         | 2017      | 8    | 0   |
| Costa Rica         | 2018      | 9    | 0   |
| Costa Rica         | 2019      | 4    | 0   |
| Costa Rica         | 2020      | 3    | 0   |
| Costa Rica         | 2021      | 8    | 0   |
| Costa Rica         | 2022      | 10   | 0   |
| Costa Rica         | 2023      | 2    | 0   |
| Costa Rica         | 2024      | 2    | 0   |
| Costa Rica         | 2025      | 7    | 0   |
| Tổng cộng          | Tổng cộng | 121  | 0   |

1. ↑  Bao gồm một trận giao hữu không thuộc FIFA với Catalonia, được Liên đoàn bóng đá Costa Rica tính là các trận đấu chính thức.

## Danh hiệu

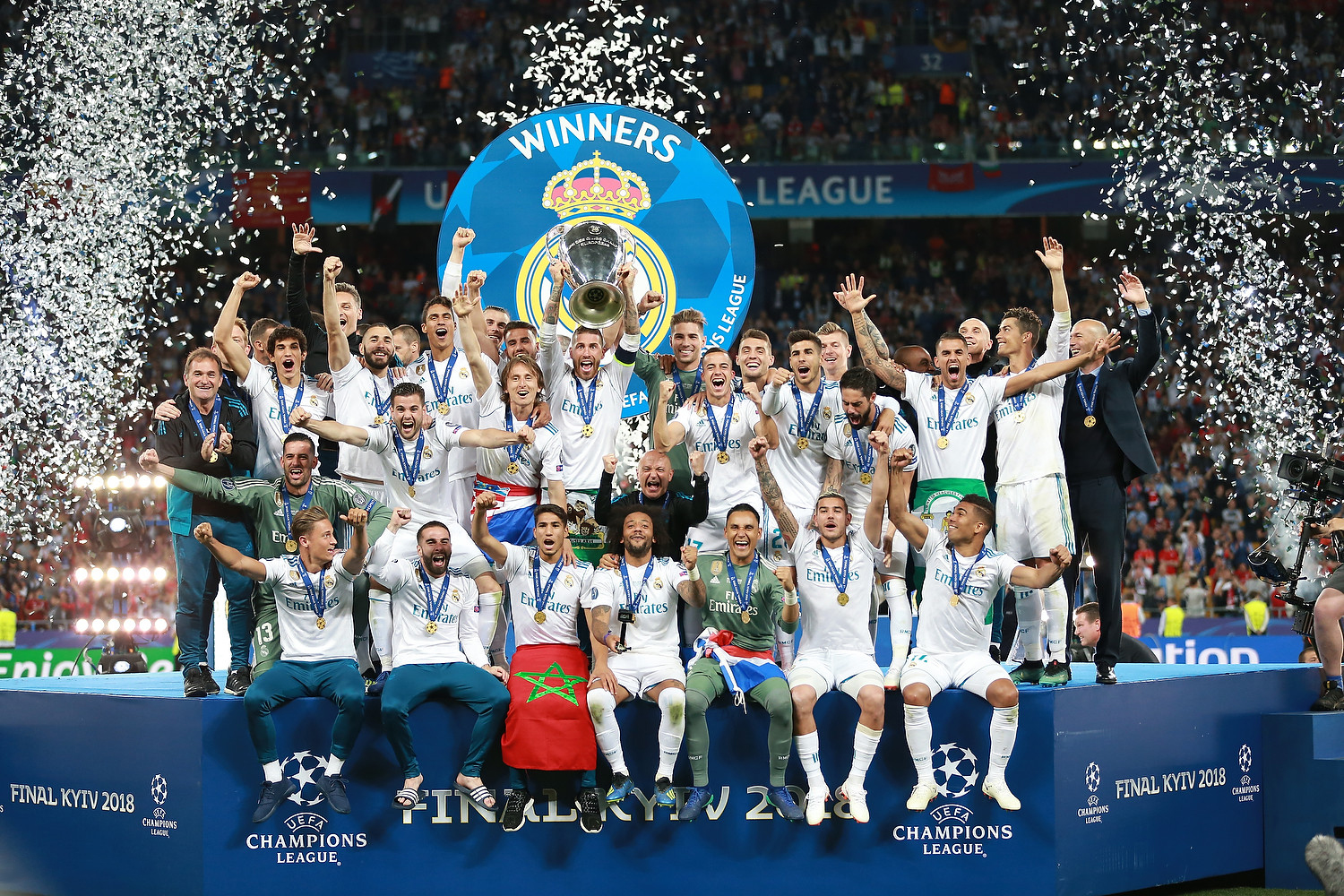
Navas (hàng đầu, với đồng phục màu xanh lá cây) ăn mừng chiến thắng của Real Madrid tại Chung kết UEFA Champions League 2018. Anh ấy là một trong bảy thủ môn giành được danh hiệu này với kỷ lục ba lần.

### Câu lạc bộ

#### Saprissa
- Giải ngoại hạng Costa Rica: 2005–06, 2006–07, Invierno 2007, Verano 2008, Invierno 2007, Verano 2010
- CONCACAF Champion' Cup: 2005

#### Real Madrid
- La Liga: 2016–17
- Supercopa de España: 2017
- UEFA Champions League: 2015–16, 2016–17, 2017–18
- UEFA Super Cup: 2014, 2016, 2017
- FIFA Club World Cup: 2014, 2016, 2017, 2018

#### Paris Saint-Germain
- Ligue 1: 2019–20,[39] 2021–22,[40] 2023–24[41]
- Coupe de France: 2019–20,[42] 2020–21,[43] 2023–24[44]
- Coupe de la Ligue: 2019–20[45]
- Trophée des Champions: 2020,[46] 2022,[47] 2023

### Cá nhân
- CONCACAF Gold Cup Best Goalkeeper: 2009[48]
- CONCACAF Gold Cup All-Tournament Team: 2009[48]
- La Liga Player of the Month: March 2014[49]
- LFP Awards Best Goalkeeper: 2013–14[50]
- UNFP Player of the Month: March 2021[51]
- ESM Team of the Year: 2015–16
- CONCACAF Men's Player of the Year: 2014, 2017
- Trofeo EFE: 2016[52]
- CONCACAF Men's Goalkeeper of the Year: 2016, 2017,[53] 2018[54]
- CONCACAF Best XI: 2016,[55] 2017,[56] 2018[57]
- Facebook FA La Liga Best Goalkeeper: 2016[58]
- UEFA Champions League Squad of the Season: 2017–18[59]
- UEFA Champions League Goalkeeper of the Season: 2017–18[60]
- Ibero-American Community Trophy: 2017[61]
- IFFHS CONCACAF Best Man Player of the Decade: 2011–2020[62]
- IFFHS CONCACAF Team of the Decade: 2011–2020[63]
- UNFP Ligue 1 Goalkeeper of the Year: 2020–21[64]
- UNFP Ligue 1 Team of the Year: 2020–21[65]